# زويتا أحمد
زويتا أحمد وهي سياسية عراقية شغلت منصب عضو في الجمعية الوطنية الانتقالية المؤقتة عامي 2004 و2005.